# Andy Verdoïa
Andy Verdoïa (Nizza, 30 ottobre 2002) è un pilota motociclistico francese.

## Carriera

### Gli inizi
Inizia la sua carriera motociclistica su delle PW50, e partecipa poi al campionato French Open nella classe 50 dove arriva secondo. Nel 2012 partecipa al campionato spagnolo Promovelocitat 70cc, poi sale di cilindrata passando alle 80cc, e nel 2014 vince il campionato Moto4.

### Supersport 300
Nel 2018 partecipa come wild card a tre gare del campionato mondiale Supersport 300 in sella ad una Yamaha YZF-R3 del team Samurai-YART Racing. Dopo un ritiro iniziale a Donington, ottiene i suoi primi punti mondiali grazie al 15º posto conquistato a Brno e si migliora nella gara di casa a Magny-Cours dove arriva dodicesimo. Termina la stagione 26º nel mondiale con cinque punti. L'anno seguente diventa pilota titolare nel mondiale Supersport 300, venendo ingaggiato dal team BCD Yamaha MS Racing e sempre su Yamaha YZF-R3. Ottiene punti in otto gare su nove tra i quali i due podi a Misano, 3º, e Donington, 2º, dove fa segnare anche il giro più veloce. La sua costanza gli vale il 4º posto in campionato con 97 punti.

### Supersport
Nel 2020 passa alla campionato mondiale Supersport con il team bLU cRU WorldSSP by MS Racing su Yamaha YZF-R6. Ottiene i suoi primi punti nella gara di debutto a Phillip Island, dove giunge tredicesimo al traguardo. A Barcellona in gara uno, in seguito ad un acquazzone che causa una bandiera rossa, vince la sua prima gara grazie al fatto di non essersi fermato ai box, interrompendo così la striscia di nove vittorie consecutive di Andrea Locatelli. Termina la stagione al sedicesimo posto tra i piloti con trentacinque punti conquistati. Nel 2021 inizia la stagione prendendo parte al CEV Moto2, sempre nel 2021, torna a disputare delle gare nel mondiale Supersport in qualità di pilota sostitutivo con il team GMT94 venendo poi, a seguito di un infortunio, a sua volta sostituito da Stefano Manzi. Ottiene quattordici punti che gli consentono di chiudere al venticinquesimo posto. Nella stessa stagione si classifica sesto nel campionato italiano Supersport conquistando tre secondi posti in gara. Nel 2022 prosegue con lo stesso team dell'anno precedente, il compagno di squadra è Jules Cluzel. Totalizza sessantasei punti classificandosi quindicesimo.

### Campionati nazionali ed europeo
Torna a gareggiare nel mondiale Supersport nel 2023 a stagione in corsoː sostituisce l'infortunato Apiwath Wongthananon per il team Yamaha Thailand Racing. Disputa quattro Gran Premi nei quali totalizza ventun punti classificandosi al ventiquattresimo posto.  Contestualmente al mondiale vince il campionato Supersport dell'ESBK. Nel 2024 è pilota titolare nel campionato europeo Stock, dopo essere salito sul podio nella gara inaugurale a Misano, prosegue l'annata andando regolarmente a punti e chiude il campionato al sesto posto.

## Risultati in gara

### Campionato mondiale Supersport 300
| 2018 | Moto   |  |  |  |     |    |  |  |    |  |  | Punti | Pos. |
| ---- | ------ |  |  |  | --- | -- |  |  | -- |  |  | ----- | ---- |
| 2018 | Yamaha |  |  |  | Rit | 15 |  |  | 12 |  |  | 5     | 26º  |

| 2019 | Moto   |   |   |    |   |    |   |   |   |   |   | Punti | Pos. |
| ---- | ------ | - | - | -- | - | -- | - | - | - | - | - | ----- | ---- |
| 2019 | Yamaha | 5 | 9 | AN | 5 | 27 | 3 | 2 | 5 | 4 | 8 | 97    | 4º   |

| Legenda | 1º posto        | 2º posto            | 3º posto           | A punti      | Senza punti        | Grassetto – Pole position Corsivo – Giro più veloce |
| Legenda | Gara non valida | Non qual./Non part. | Ritirato/Non class | Squalificato | '-' Dato non disp. | Grassetto – Pole position Corsivo – Giro più veloce |

### Campionato mondiale Supersport
| 2020 | Moto   |    |     |    |     |    |    |    |    |    |   |    |    |     |    |    |  |  |  |  |  |  |  |  |  | Punti | Pos. |
| ---- | ------ | -- | --- | -- | --- | -- | -- | -- | -- | -- | - | -- | -- | --- | -- | -- |  |  |  |  |  |  |  |  |  | ----- | ---- |
| 2020 | Yamaha | 13 | Rit | 15 | Rit | 20 | 20 | 19 | 15 | 15 | 1 | 14 | 18 | Rit | 15 | 15 |  |  |  |  |  |  |  |  |  | 35    | 16º  |

| 2021 | Moto   |  |  |  |  |  |  |  |  |  |  |  |  |    |   |     |    |     |     |     |     |  |  |  |  | Punti | Pos. |
| ---- | ------ |  |  |  |  |  |  |  |  |  |  |  |  | -- | - | --- | -- | --- | --- | --- | --- |  |  |  |  | ----- | ---- |
| 2021 | Yamaha |  |  |  |  |  |  |  |  |  |  |  |  | 10 | 8 | Rit | NP | Inf | Inf | Inf | Inf |  |  |  |  | 14    | 25º  |

| 2022 | Moto   |    |    |    |    |   |    |    |    |   |   |     |    |    |    |    |    |    |    |     |   |    |    |    |   | Punti | Pos. |
| ---- | ------ | -- | -- | -- | -- | - | -- | -- | -- | - | - | --- | -- | -- | -- | -- | -- | -- | -- | --- | - | -- | -- | -- | - | ----- | ---- |
| 2022 | Yamaha | 15 | 16 | NP | NP | 9 | NP | 13 | 11 | 8 | 9 | Rit | 12 | 19 | 13 | 14 | 16 | 22 | 11 | Rit | 9 | 12 | 13 | 16 | 9 | 66    | 15º  |

| 2023 | Moto   |  |  |  |  |  |  |  |  |  |  |    |    |    |    |    |    |    |    |  |  |  |  |  |  | Punti | Pos. |
| ---- | ------ |  |  |  |  |  |  |  |  |  |  | -- | -- | -- | -- | -- | -- | -- | -- |  |  |  |  |  |  | ----- | ---- |
| 2023 | Yamaha |  |  |  |  |  |  |  |  |  |  | 17 | 13 | 14 | 10 | 12 | 17 | 11 | 15 |  |  |  |  |  |  | 21    | 24º  |

| 2025 | Moto      |  |  |  |  |  |  |     |    |     |    |  |  |  |  |  |  |  |  |  |  |  |  |  |  | Punti | Pos. |
| ---- | --------- |  |  |  |  |  |  | --- | -- | --- | -- |  |  |  |  |  |  |  |  |  |  |  |  |  |  | ----- | ---- |
| 2025 | MV Agusta |  |  |  |  |  |  | Rit | 24 | Rit | 19 |  |  |  |  |  |  |  |  |  |  |  |  |  |  | 0     |      |

| Legenda | 1º posto        | 2º posto            | 3º posto           | A punti      | Senza punti        | Grassetto – Pole position Corsivo – Giro più veloce |
| Legenda | Gara non valida | Non qual./Non part. | Ritirato/Non class | Squalificato | '-' Dato non disp. | Grassetto – Pole position Corsivo – Giro più veloce |